# 浦和東警察署
浦和東警察署（うらわひがしけいさつしょ）は、埼玉県さいたま市緑区東浦和七丁目にある、埼玉県警察が管轄する警察署。署長は警視。

## 所在地
- さいたま市緑区東浦和七丁目42番地1

## 管轄区域
- さいたま市緑区

## 管内の交番・駐在所
括弧内は所在地で、いずれも緑区。
- 中尾交番（大字中尾202番地3）
- 東浦和駅前交番（東浦和一丁目14番地16） - 2008年4月に尾間木交番を移転し開所。
- 三室交番（大字三室46番地3）
- 浦和美園駅前交番（美園四丁目19番地2） - 大門駐在所を移転し開所。
- 野田駐在所（大字代山118番地3）

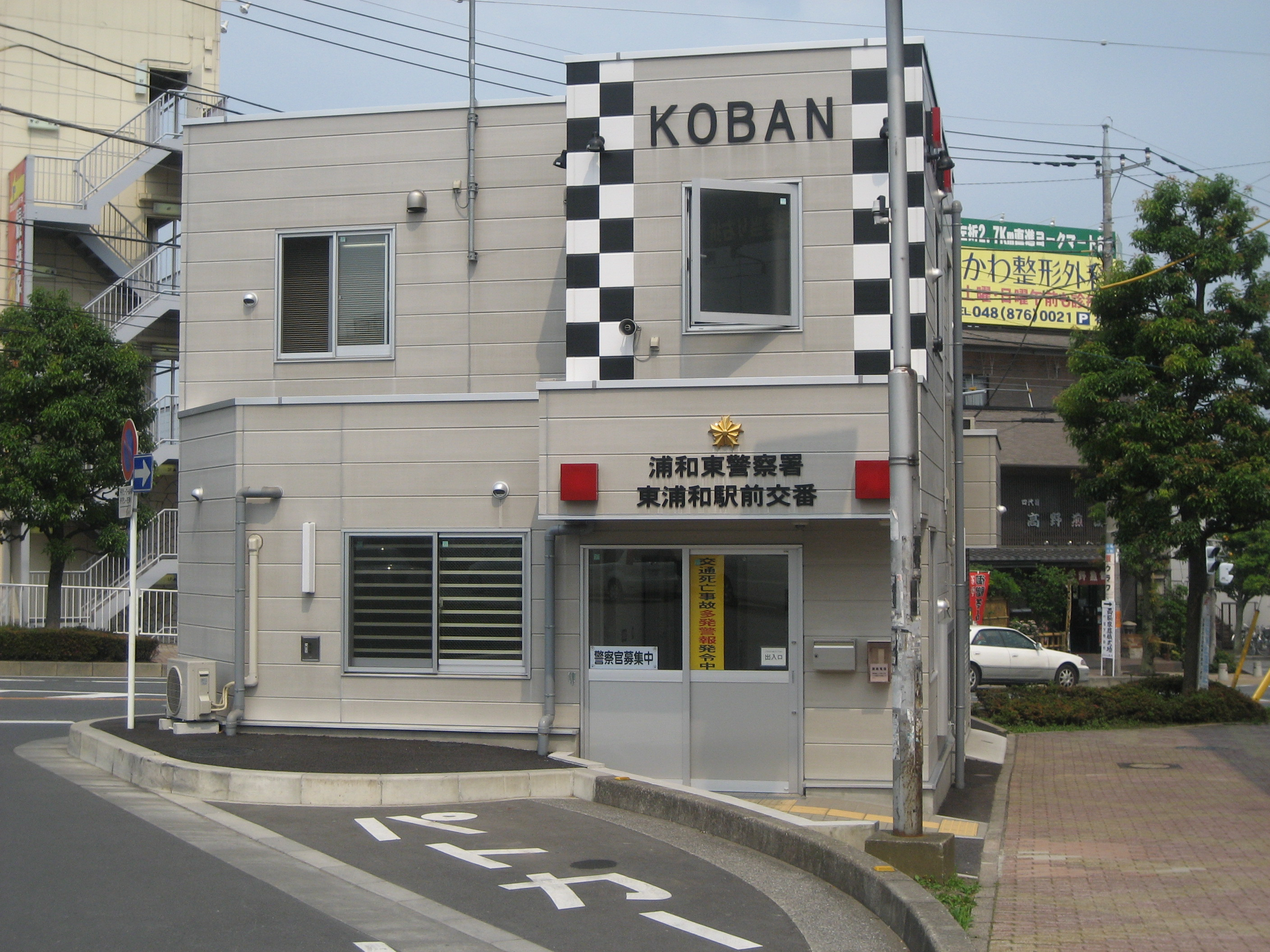
東浦和駅前交番
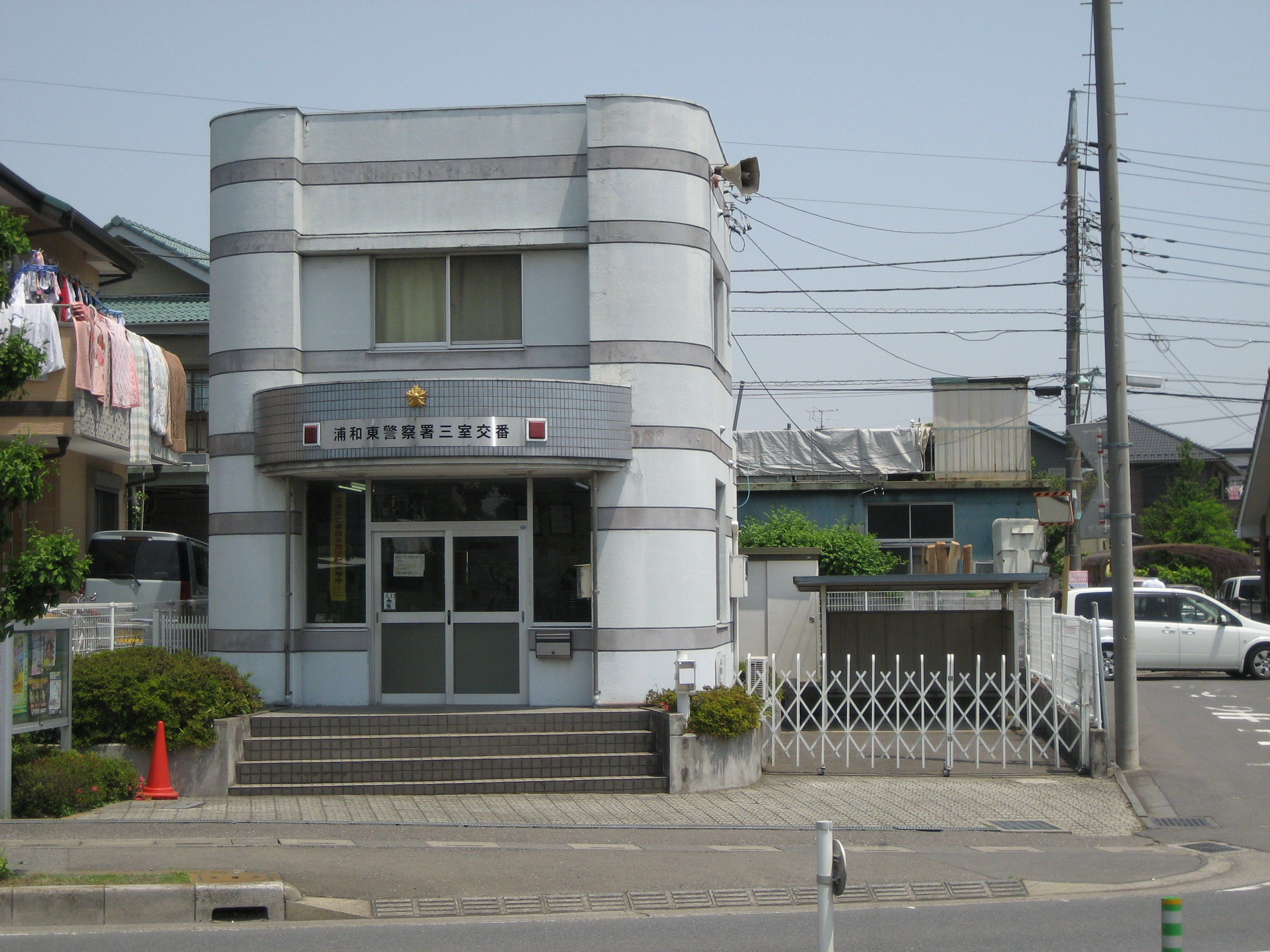
三室交番
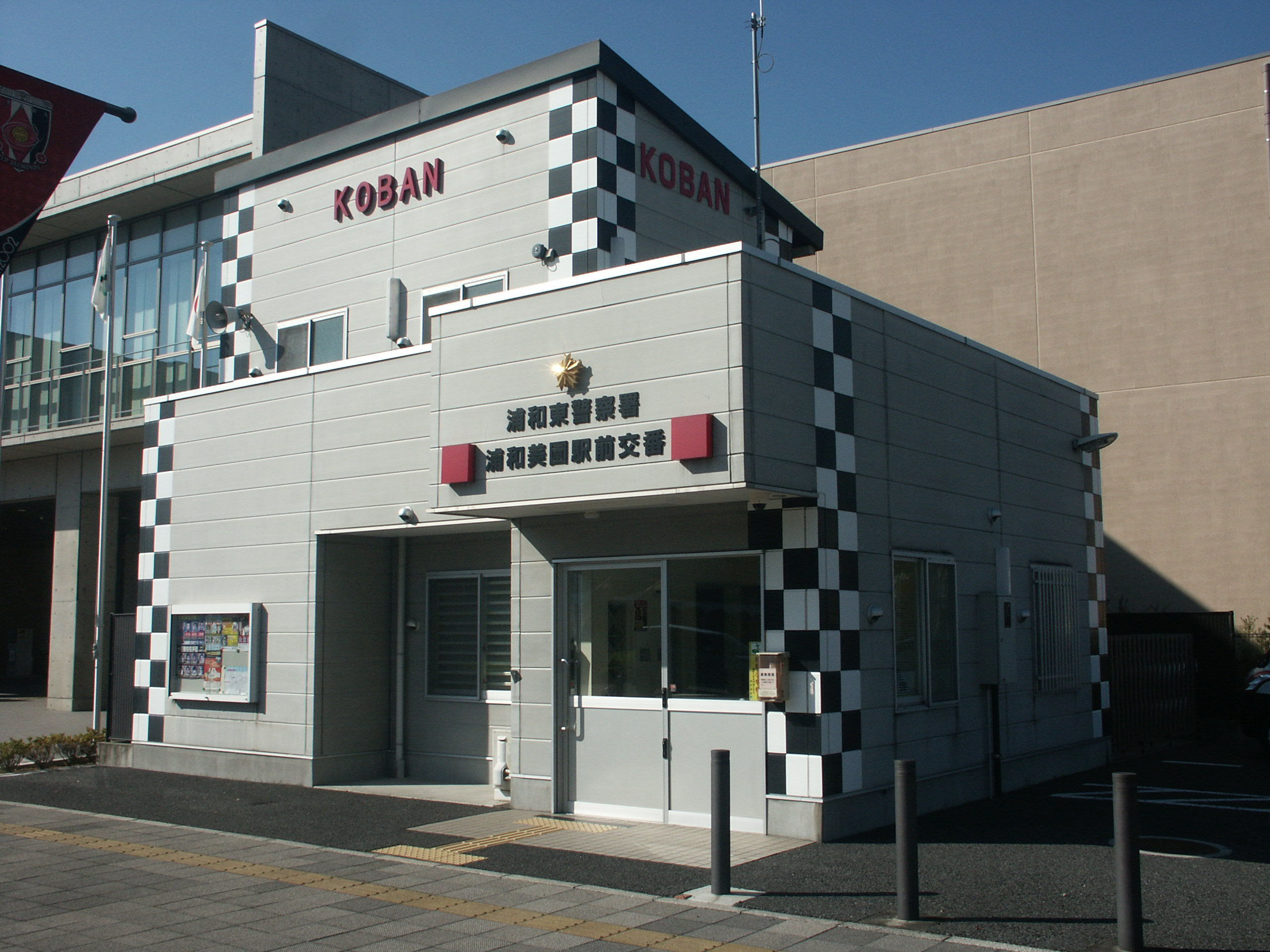
浦和美園駅前交番

## かつて設置されていた交番・駐在所
- 尾間木交番 - 2009年7月、尾間木防犯ステーションに変更。
- 大門駐在所 - 浦和美園駅前に移転し、浦和美園駅前交番に名称を変更。

## 沿革
- 2002年12月1日 - 県内38番目の警察署として、浦和警察署より分離して創設。県内での警察署新設は、新座警察署と大宮西警察署が新設された1984年11月以来18年ぶり。